# Daribiti n°2
Daribiti 2 est un village situé dans le département de Kongoussi de la province du Bam dans la région du Centre-Nord au Burkina Faso.

## Santé et éducation
Daribiti no 2 possède une école primaire publique.